# 西摩爾·派普特
西摩爾·派普特（英語：Seymour Aubrey Papert，1928年2月29日—2016年7月31日），南非人，是美國麻省理工学院的数学家。他是人工智能發展的其中一位先驅。他對智力的觀點主要來自讓·皮亞傑的影響。他在1968年從LISP語言的基礎裡創立Logo程式語言。

## 外部連結
- 派普特博士的簡短生平(英語)
- 派普特博士的簡短生平(中文翻譯)

1. 1 2 3 4 5 6 7  西摩爾·派普特在數學譜系計畫的資料。